# Буэ (Кот-д’Ор)
Буэ́ (фр. Bouhey) — коммуна во Франции, находится в регионе Бургундия. Департамент коммуны — Кот-д’Ор. Входит в состав кантона Пуйи-ан-Осуа. Округ коммуны — Бон.
Код INSEE коммуны — 21091.

## Население
Население коммуны на 2010 год составляло 40 человек.
| 1962 | 1968 | 1975 | 1982 | 1990 | 1999 | 2010 |
| ---- | ---- | ---- | ---- | ---- | ---- | ---- |
| 68   | 69   | 53   | 40   | 44   | 49   | 40   |

## Экономика
В 2010 году среди 27 человек трудоспособного возраста (15—64 лет) 22 были экономически активными, 5 — неактивными (показатель активности — 81,5 %, в 1999 году было 60,7 %). Из 22 активных жителей работали 21 человек (11 мужчин и 10 женщин), безработной была 1 женщина. Среди 5 неактивных 0 человек были учениками или студентами, 4 — пенсионерами, 1 был неактивным по другим причинам.